# Zoori

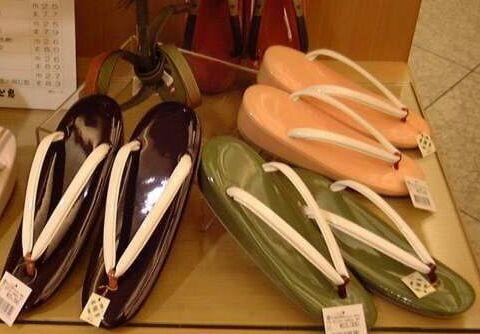
Zōri de dona

Els zoori o zōri (草 履) són les sandàlies japoneses planes i amb corretges fetes de palla d'arròs o d'altres fibres vegetals, fusta lacada, cuir, cautxú, o (cada cop més) materials sintètics. Els zoori són força similars a les xancletes, que varen aparèixer per primer cop a Nova Zelanda i els Estats Units en algun moment al voltant de la Segona Guerra Mundial com a imitacions de goma de les sandàlies de tires de fusta llargues emprades al Japó.

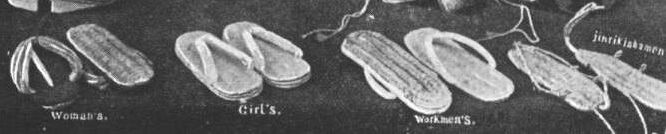
Zōri del

Les formes tradicionals de zoori es solen usar amb altres robes tradicionals; les formes modernes són bastant comunes, especialment a l'estiu. Tot i que actualment s'usen els geta amb el yukata informal, els zoori estan associats amb el quimono més formal. La formalitat de l'ocasió afecta a l'elecció de quimono i zoori. Els zoori coberts d'espadanya que s'assemblen a les estores de tatami no s'utilitzen amb quimono, sinó que es consideren roba de treball o es combinen amb la roba occidental o japonesa casual, per exemple, amb jinbei. D'aquesta manera s'assemblen als geta de fusta.
Els zoori de vinil (plàstic) per a dona són formals, però menys que els de tela, de vegades coberts amb brocat, que s'utilitzen amb els quimonos més formals, per exemple, vestits de noces i funerals. Els zoori d'home són sovint de plàstic imitant palla, amb soles d'escuma o suro. Els hanao o corretges, per als homes són sovint blancs o negres. Els zoori de les dones també poden ser d'imitació de palla, però les corretges són generalment de color vermell, i els zoori són de vinil o brocats per a usos més formals. Com a roba formal, els zoori de plàstic i tela per a les dones requereix l'ús de mitjons tabi blancs. Els homes tenen més llibertat, i poden utilitzar els mateixos zoori d'imitació tant amb roba informal (sense tabi) com amb roba formal i mitjons tabi.
Els hanao (corretges) estan units simètricament, raó per la qual no hi ha diferència entre la sabata esquerra i la dreta. El hanao del zoori pot estar fet de material vellutat, com en el cas de zoori de plàstic d'imitació de la palla. El hanao del zoori de vinil de color més formal pot ser de vinil fi o corretges brocades, o de vinil més ample i encoixinat o corretges de tela. La tela utilitzada és sovint, o chirimen (seda japonesa) o tela de raió. Els zoori d'home també poden lluir hanao de cuir o imitació de cuir. El hanao es desgasta i s'estira amb facilitat, i la moda del hanao i la coordinació amb els accessoris porta moltes vegades a substituir el hanao. El hanao pot ser substituït a través de les aletes de la sola.
Els zoori de les dones són rarament plans, a excepció dels zoori d'imitació de palla, que solen ser més corbats. Les soles venen en diferents espessors i angles. Fins i tot hi ha zoori moderns que es deixen sense cobrir per tela o vinil, i la sabata, a excepció de la sola interior, és de plàstic dur negre amb una sola externa antilliscant. En general, la sola exterior és de color gris, de cuir autèntic.
Com totes les sandàlies japoneses, els zoori permeten la lliure circulació de l'aire al voltant dels peus, una característica que probablement té el seu origen en el clima humit que predomina en la major part del Japó. Són fàcils de treure i posar, la qual cosa és important en una cultura en la qual les sabates es treuen i es posen de nou contínuament en entrar o sortir dels edificis, i on lligar-se els cordons seria poc pràctic en un quimono atapeït.